# Helenium
Helenium es un género plantas herbáceas perteneciente a la familia Asteraceae, nativo de Norteamérica y Centroamérica. Comprende 208 especies descritas y de estas, solo 39 aceptadas. El género es nativo también de Sudamérica, ya que cuenta con tres especies en Argentina, Uruguay y Brasil (H. argentinum, H. radiatum y H. donianum) y varias especies más en Chile.

## Descripción
Tienen flores amarillas o naranjas. Varias especies, particularmente  Helenium autumnale produce reacciones alérgicas en las poblaciones cercanas. 

## Ecología
Especies de Helenium son alimento para las larvas de algunas especies de Lepidopteras, incluyendo  Phymatopus behrensii.

## Taxonomía
El género fue descrito por Carlos Linneo y publicado en Species Plantarum 2: 886. 1753. La especie tipo es: Helenium autumnale L. 

## Algunas especies
A continuación se brinda un listado de las especies del género Helenium aceptadas hasta julio de 2012, ordenadas alfabéticamente. Para cada una se indica el nombre binomial seguido del autor, abreviado según las convenciones y usos. 
- Helenium amarum (Raf.) H. Rock
- Helenium aromaticum (Hook.) L.H.Bailey - manzanilla del campo de Valparaíso[4]
- Helenium atacamense Cabrera
- Helenium autumnale L. - chapuz de México, yerba de las ánimas.[4]
- Helenium bigelovii A. Gray
- Helenium bolanderi A. Gray
- Helenium flexuosum Raf.
- Helenium glaucum (Cav.) Stuntz - poquell o poquill de Chile[4]
- Helenium hoopesii (ver Hymenoxys hoopesii)
- Helenium mexicanum Kunth
- Helenium microcephalum DC.
- Helenium puberulum DC.
- Helenium urmenetae (Phil.) Cabrera
- Helenium virginicum S. F. Blake
- Helenium argentinum Ariza
- Helenium donianum(Hook. & Arn.)Seckt
- Helenium radiatum (Less.) Seckt

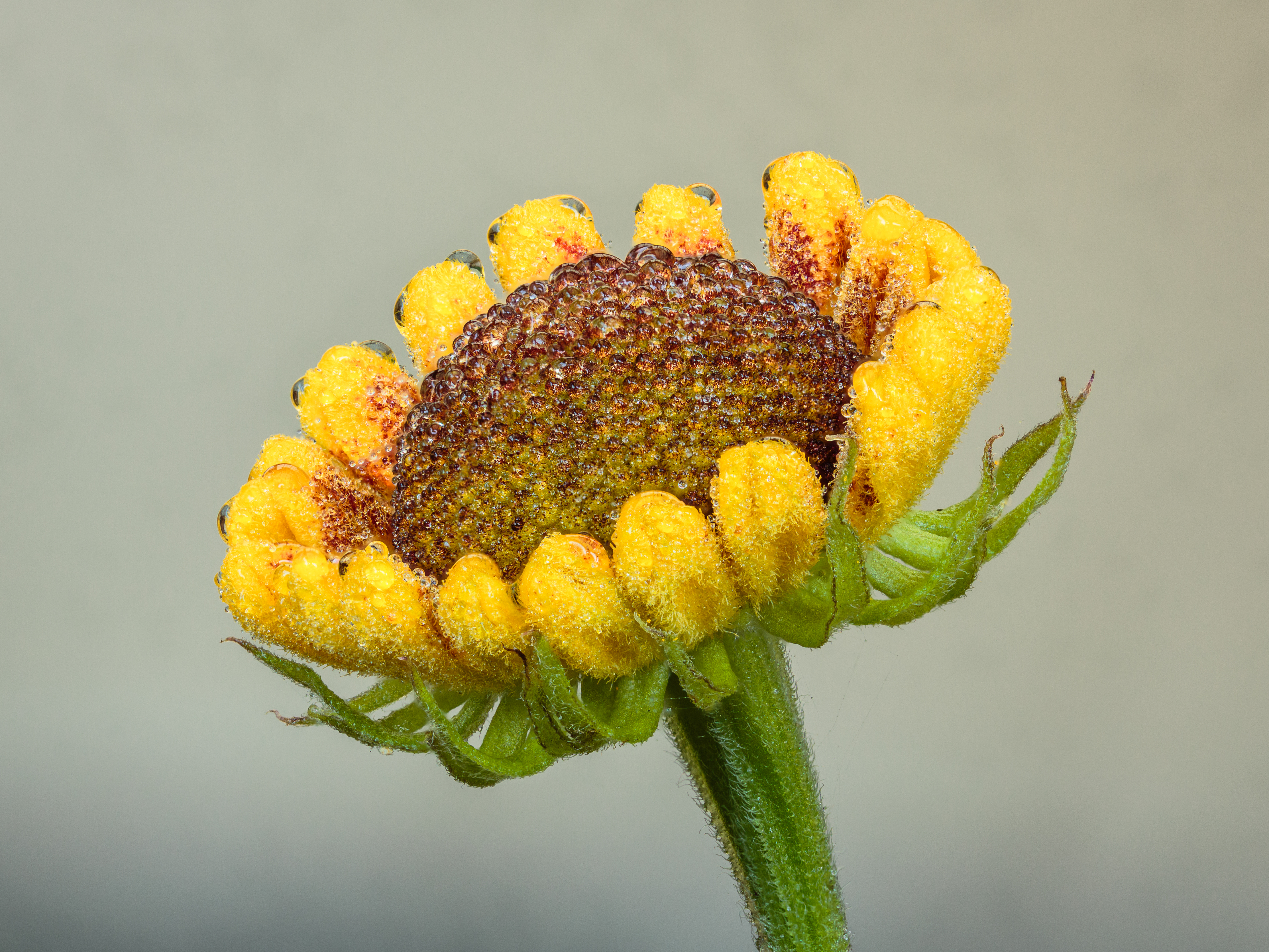
helenium 'El dorado'.
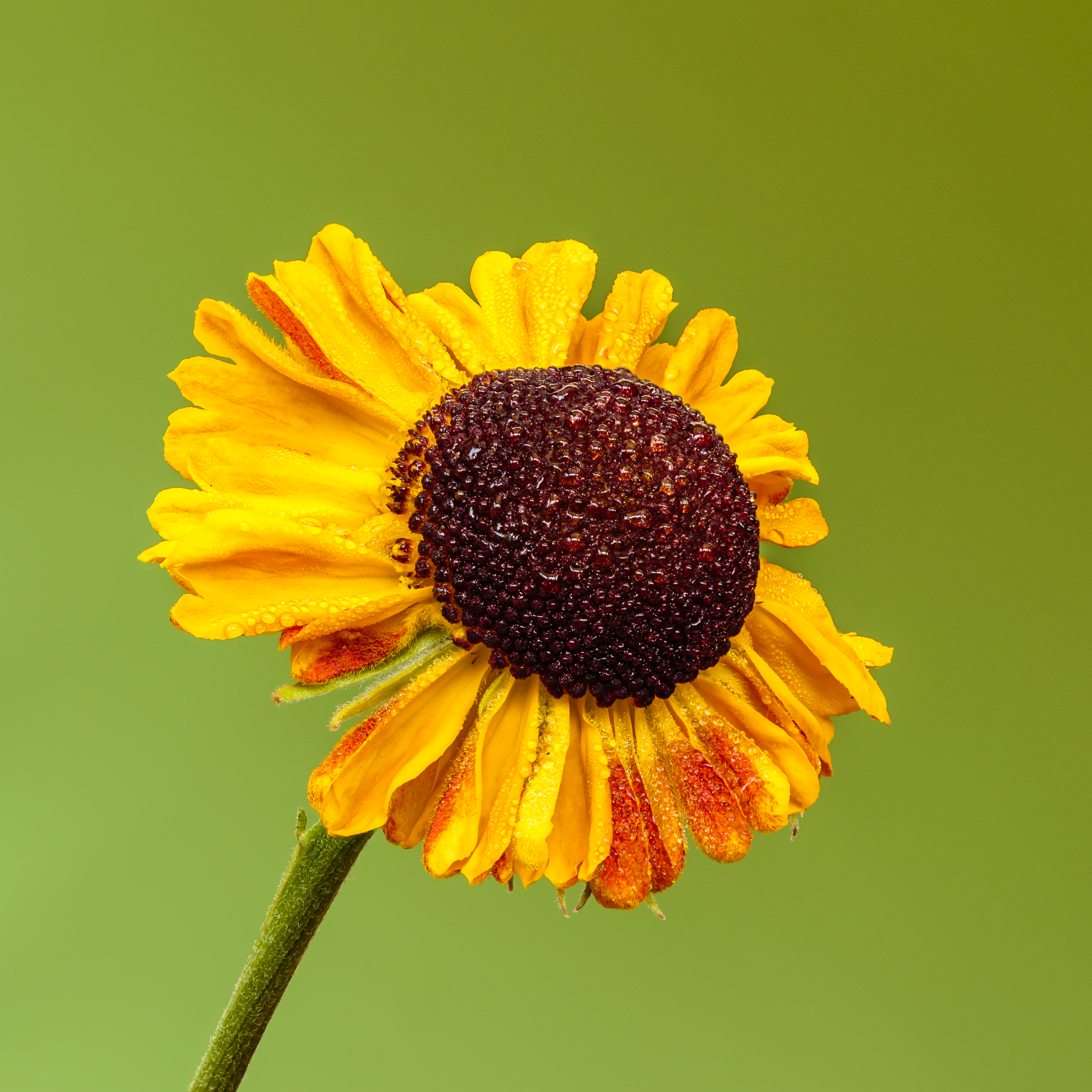
'helenium 'Flamingo'.
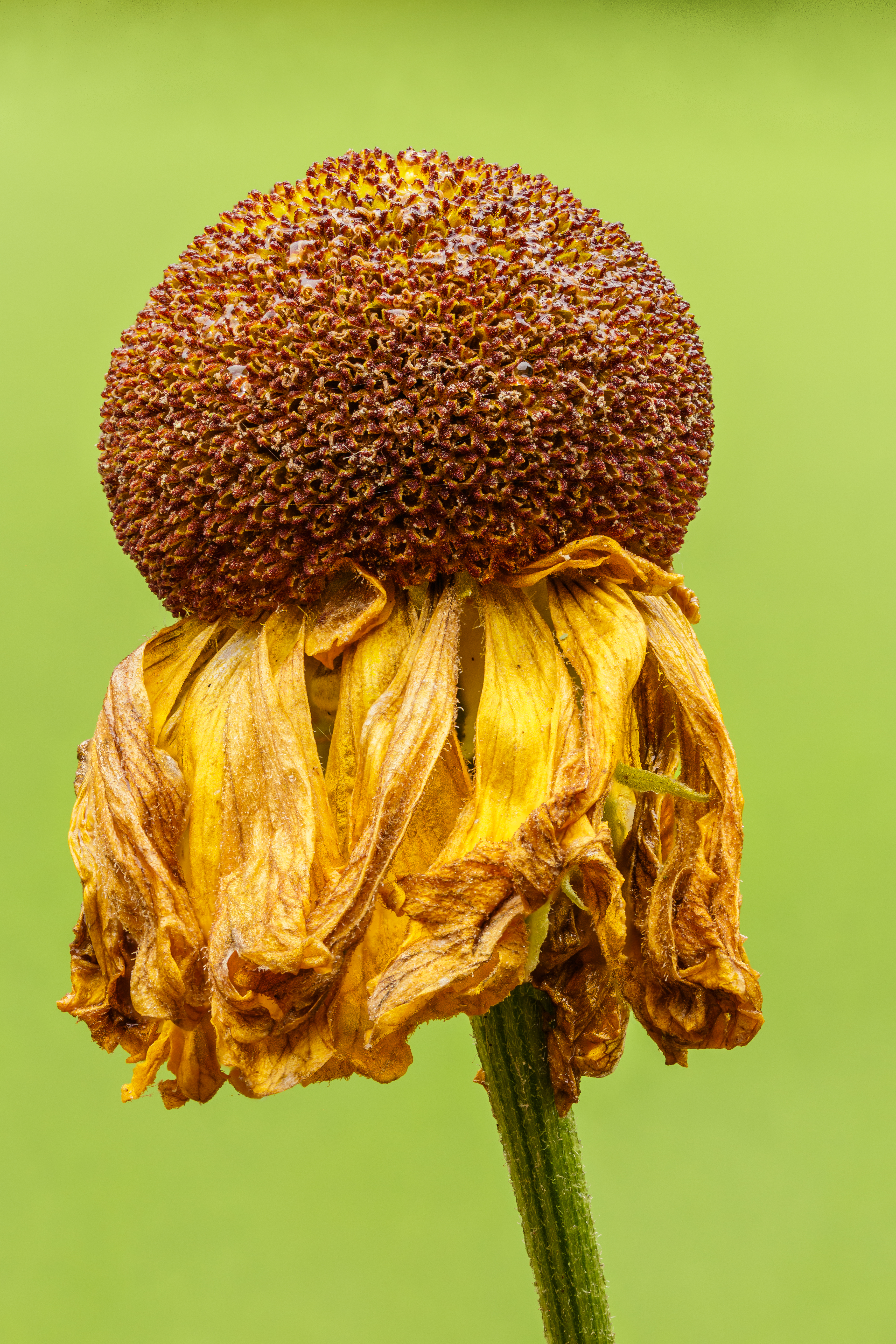
helenium 'El dorado'.
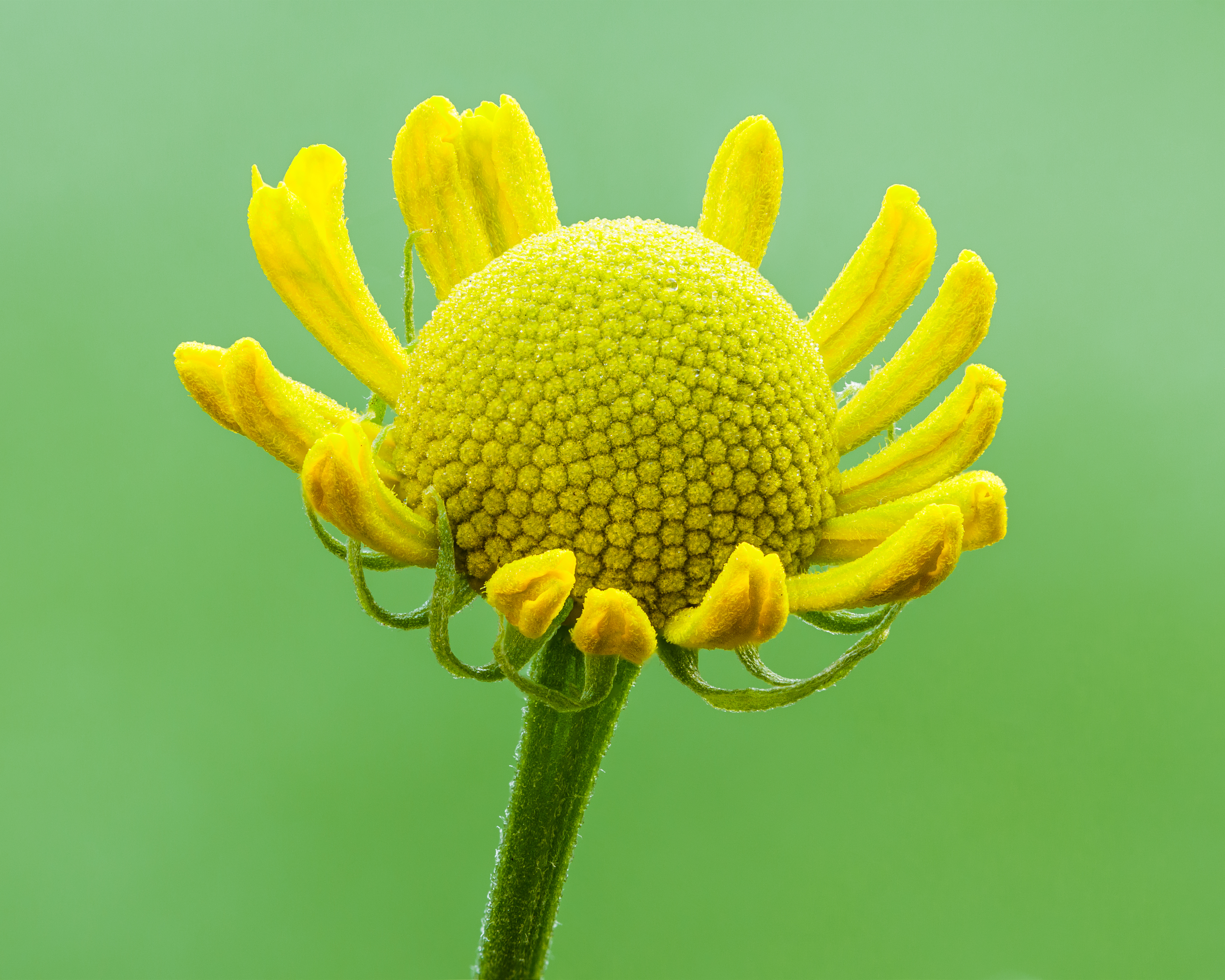
Helenium autumnale.